# Волотово (Буй)
Волотово — упразднённый посёлок, включённый в 1934 году состав города Буй в Костромской области России. До упразднения входил в состав Буйского района Ивановской промышленной области. Современный квартал Волотово.

## География
Расположен в Верхнем Заволжье на берегу реки Вёксы, вблизи ветви Северной железной дороги.

## История
20 февраля 1934 года Президиум ВЦИК постановил:
«Включить в городскую черту города Буя селения Волотово и Рабочее начало, Буйского района, и Лесозавод № 8 с электростанцией».